# Nobody's Boy
Nobody's Boy è un cortometraggio muto del 1913. Prodotto dalla Selig su un soggetto di J. Edward Hungerford, il film aveva come interpreti Clarence Johnson, Adrienne Kroell, Rose Evans.

## Produzione
Il film fu prodotto dalla Selig Polyscope Company.

## Distribuzione
Distribuito dalla General Film Company, il film - un cortometraggio di 225 metri - uscì nelle sale cinematografiche statunitensi il 20 febbraio 1913.
Nelle proiezioni, veniva programmato con il sistema dello split reel, accorpato in un'unica bobina con un altro cortometraggio prodotto dalla Selig, il documentario The Yosemite Valley in Winter.